# Psylot
Psylot (Psilotum Sw.) – rodzaj roślin z rodziny psylotowatych (Psilotaceae). Opisano kilka gatunków, ale odrębność uzasadniającą rangę gatunkową mają prawdopodobnie tylko dwa taksony. Rośliny te rosną w strefie tropikalnej i w strefie ciepłej klimatu umiarkowanego sięgając na półkuli północnej po południowo-wschodnie krańce Stanów Zjednoczonych, południowo-zachodnie Europy, Japonię, Półwysep Koreański i Hawaje. Rozwijają się w różnych siedliskach, zarówno jako rośliny naziemne i epifity. Brak ich jednak na obszarach suchych. Są obligatoryjnie zależne od mykoryzy. Swym oryginalnym pokrojem przypominają dewońskie ryniofity.
W Japonii gatunek P. nudum uważany był za roślinę świętą, przez co był i jest też popularnie uprawiany, w tym także jako roślina doniczkowa. Wyhodowano ponad 100 odmian uprawnych tego gatunku. Mieszkańcy wysp Oceanii pozyskiwali i wykorzystywali zarodniki tego psylota jako puder chroniący przed otarciami.

## Morfologia i anatomia

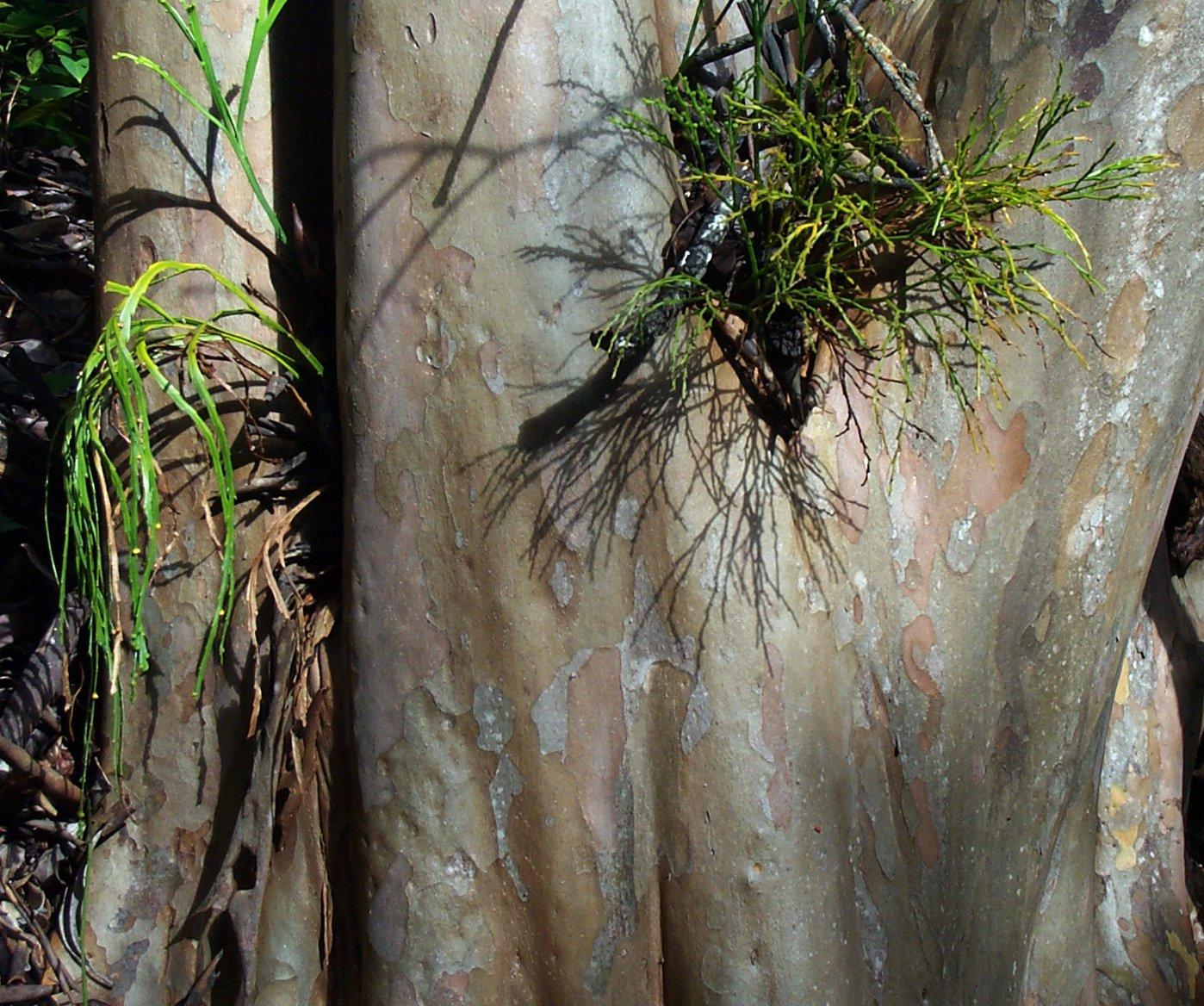
P. complanatum po lewej i P. nudum po prawej

Gametofity (przedrośla)Bezzieleniowe, podziemne, bardzo podobne do kłączy sporofitu – są walcowate i pokryte na całej powierzchni chwytnikami. Żyją w symbiozie z grzybami. Składają się z tkanki miękiszowej z koncentryczną wiązką przewodzącą, mającą charakter protosteli (występuje tylko w większych przedroślach).
Na całej powierzchni gametofitu powstają rodnie i plemnie. Te pierwsze składają się z zagłębionej w tkance miękiszowej części brzusznej i wysuniętej na zewnątrz szyjki. Część brzuszna składa się z komórki jajowej i kanałowo-brzusznej. Szyjka ma długość 4–6 komórek i zawiera w środku dwie komórki kanałowe. Kuliste plemnie mają ściankę tworzoną z jednej warstwy komórek i wypełnione są przez komórki plemnikotwórcze, cechujące się dużymi jądrami komórkowymi. Powstają z nich plemniki, które pokryte są licznymi rzęskami i spiralnie skręcone.
SporofityPod ziemią rozwija się w postaci silnie i nieregularnie rozgałęzionego kłącza pozbawionego korzeni, ale pokrytego na całej jego powierzchni licznymi chwytnikami. Kłącze rośnie dzięki trójdzielnej komórce wierzchołkowej, przy czym co pewien czas w sposób nieregularny powstają potomne komórki merystymatyczne tworzące odgałęzienia.
Z kłącza wyrastają rózgowate pędy nadziemne osiągające do 30 cm, rzadko do 1 m wysokości. Pędy te rozgałęziają się widlasto i pokryte są łuskowatymi, drobnymi mikrofilami (z pojedynczą żyłką przewodzącą) lub enacjami – drobnymi wypustkami pozbawionymi wiązki przewodzącej. Kulistawe zarodnie mają grube ściany z dwóch warstw komórek i zrastają się po trzy w synangia na końcach bardzo krótkich trzoneczków wyrastających w kątach liści. Do synangiów dochodzi pojedyncza wiązka przewodząca. Zarodniki są jednakowe, nerkowate, powstają w liczbie ponad tysiąca w poszczególnych zarodniach. W budowie wewnętrznej zarówno kłączy, jak i pędów nadziemnych występuje walec osiowy typu aktynosteli. Podobnie jak kłącza, pędy rosną dzięki pojedynczej, trójdzielnej komórce wierzchołkowej.

## Rozwój i rozmnażanie
Po zapłodnieniu komórki jajowej, w wyniku pierwszego jej podziału powstaje komórka dolna i górna. Z tej pierwszej rozwija się stopa zarodka zagłębiona w tkankach gametofitu – jej wydłużone komórki pobierają z niego substancje odżywcze. Z górnej komórki rozwija się początkowo kulistawy i niezróżnicowany zarodek, pozostający pod osłoną tkanek gametofitu. Zarodek rosnąc i wydłużając się w końcu rozrywa te tkanki, po czym dzieli się dychotomicznie na podziemne kłącze i pęd nadziemny.
Poza rozmnażaniem płciowym i wytwarzaniem jednakowych zarodników rośliny te mogą rozmnażać się wegetatywnie za pomocą okrągłych rozmnóżek. Ich komórki położone są w kilku równoległych warstwach. Po oddzieleniu się od roślin macierzystych mogą z nich wyrastać nowe osobniki.

## Systematyka
Jeden z dwóch rodzajów z rodziny psylotowatych (Psilotaceae) z rzędu psylotowców (Psilotales). Obejmuje dwa gatunki.
Wykaz gatunków
- Psilotum complanatum Sw.
- Psilotum nudum (L.) P. Beauv.